# Массенбаххаузен
Массенбаххаузен (нем. Massenbachhausen) — община в Германии, в земле Баден-Вюртемберг. 
Подчиняется административному округу Штутгарт. Входит в состав района Хайльбронн.  Население составляет 3504 человека (на 31 декабря 2010 года). Занимает площадь 8,76 км².

## Фотографии

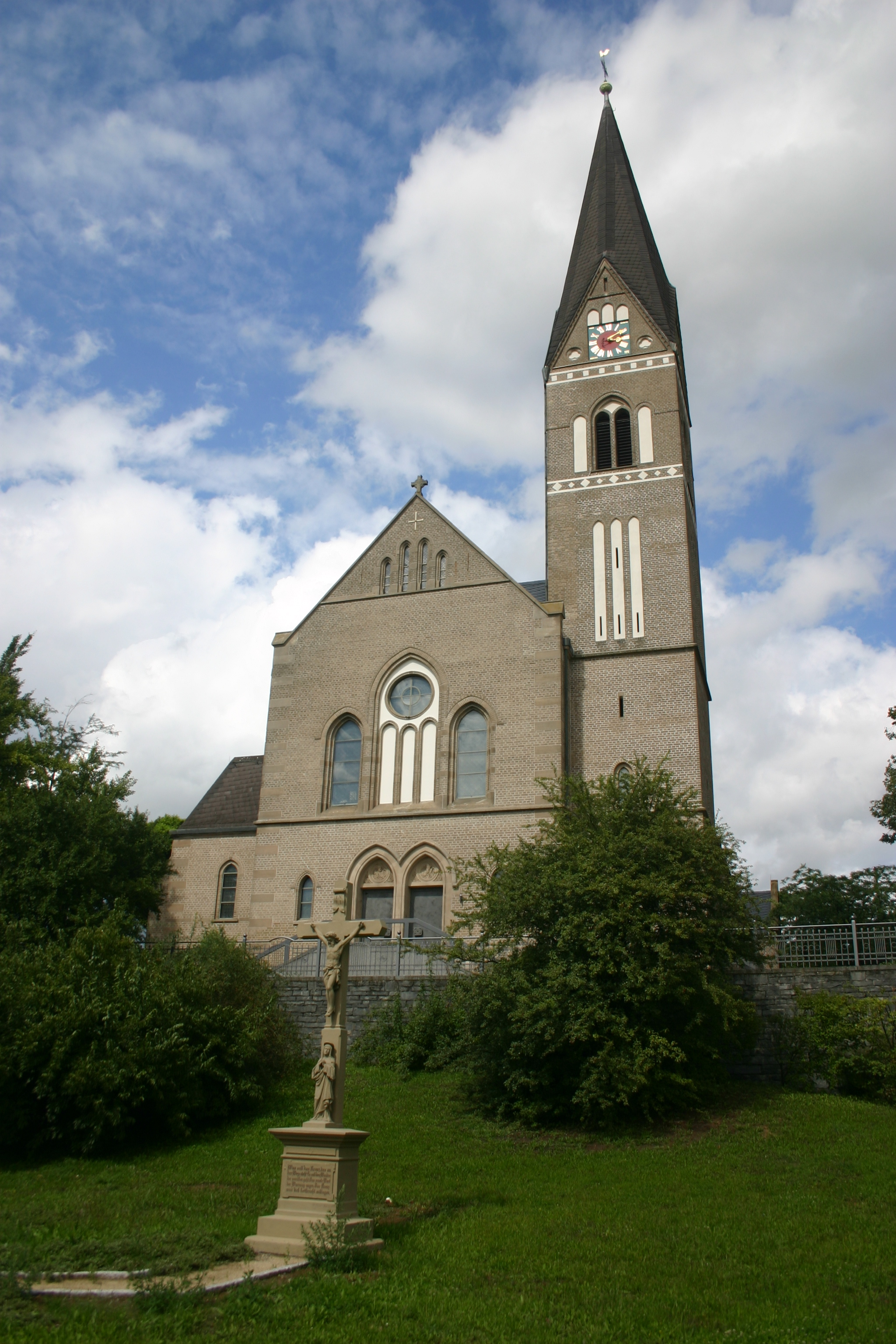
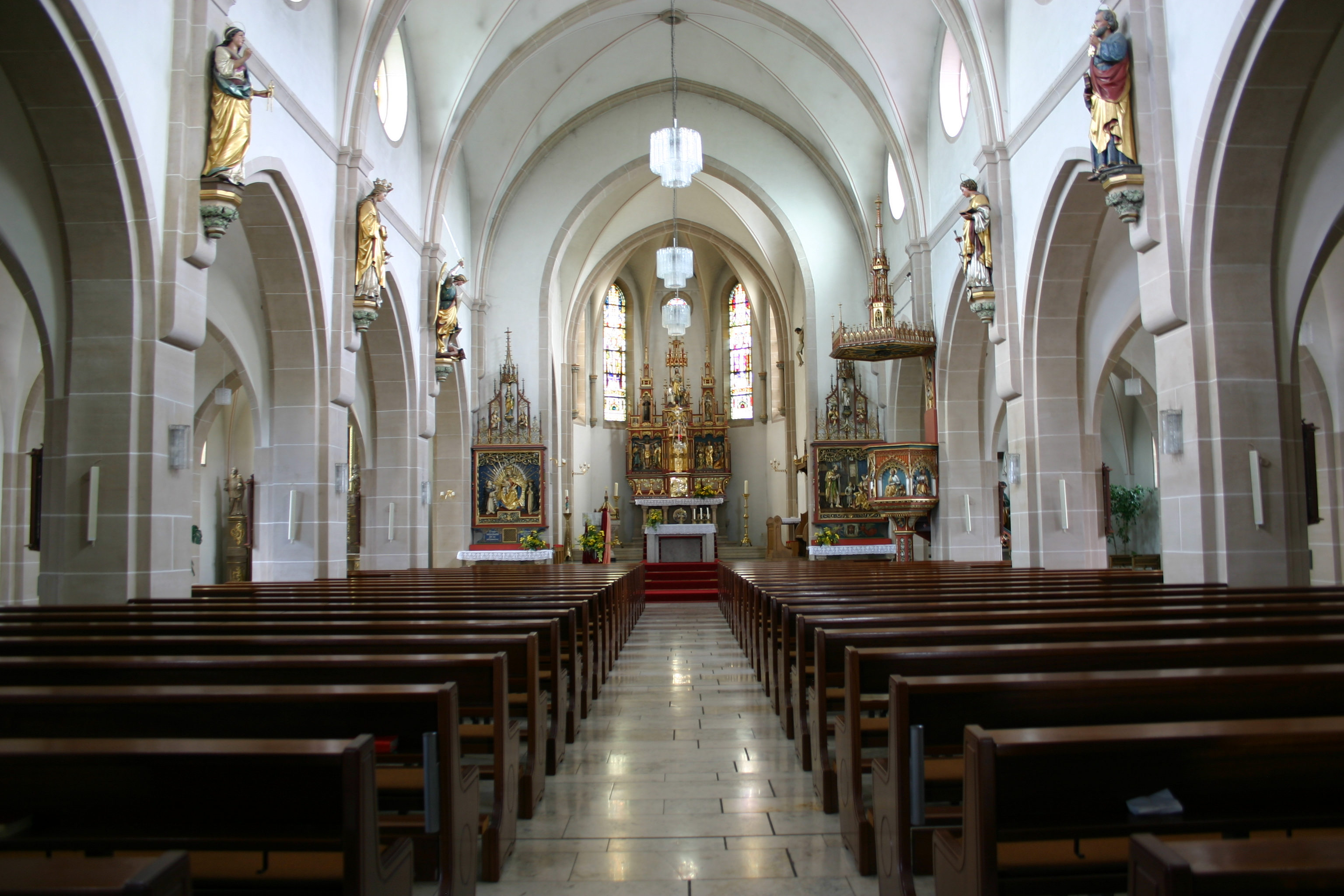
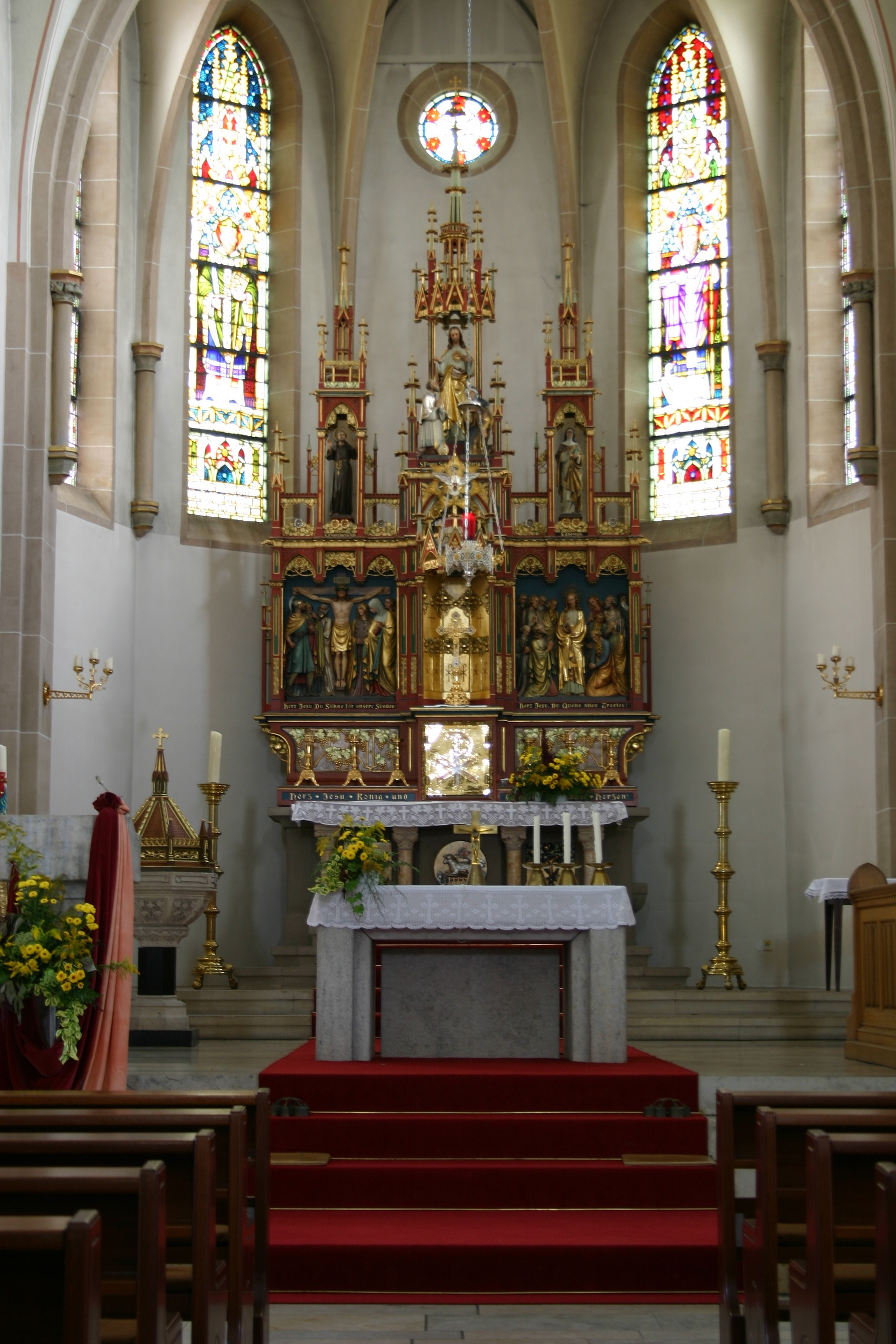